# Transformerzy: Wojna o Energon
Transformerzy: Wojna o Energon (jap. トランスフォーマー スーパーリンク – Toransufōmā Sūpārinku, Transformers: SuperLink, ang. Transformers: Energon) – japoński serial animowany. W Polsce emitowany na kanale Cartoon Network z polskim dubbingiem.
Jest to bezpośrednia kontynuacja serii Transformery (ang. Transformers: Armada, jap. 超ロボット生命体トランスフォーマー マイクロン伝説 – Transformers: Micron Legend).
Serial opowiada o walce dwóch nacji robotów z odległej planety Cybertron – Autobotów i Deceptikonów. Akcja rozpoczyna się na Ziemi. Tematem przewodnim jest poszukiwanie Energonu – surowca, który m.in. wzmacnia siłę Transformerów. Autobotom pomaga Kicker – chłopak ze zdolnością wyczuwania Energonu.
We Włoszech emitowano w Fox Kids (pierwsze 13 epizodów), Cartoon Network i lokalne telewizory
W Szwajcarii język włoski emitowany w TSI2
W Hiszpanii pojawiły się Cartoon Network
W Azji Południowej rozmawiał z Disney Channel
W Wielkiej Brytanii nadawało się do Toonami, Jetix i Fox Kids
W Rumunii emitowano w Cartoon Network, a następnie w Megamax
W Belgii i Holandii emitowano w Jetix
W Szwecji nadawanych na SVT i Jetix
W Chorwacji grała w Nova TV i Disney XD

## Główni bohaterowie
| - Optimus Prime (jap. Grand Convoy) - Strongarm (jap. Blast Arm) - Skyblast (jap. Airglide) - Signal Flare - Arcee (jap. Ariel) - Hot Shot (jap. Hot Rod) - Inferno / Roadblock (jap. Inferno/Inferno Volt) - Downshift (jap. Wheeljack) - Rodimus (jap. Rodimus Convoy) - Prowl (jap. Red Alert) - Ironhide (jap. Roadbuster) - Jetfire (jap. Skyline) - Cliffjumper (jap. Overdrive) - Wing Saber - Landmine - Bulkhead (jap. Sprung) - Omega Supreme - Superion Maximus (jap. Superion) | - Megatron / Galvatron (jap. Galvatron/Galvatron General) - Battle Ravage (jap. Command Jaguar) - Divebomb (jap. Shadowhawk) - Cruellock (jap. Dinobot) - Insecticon (jap. Chromehorn) - Starscream (jap. Nightscream) - Cyclonus / Snow Cat (jap. Sandstorm/ Snowstorm) - Destruktor (jap. Ironhide/Irontread) - Szokblast (jap. Laserwave) - Sixszot - Scorpinok (jap. Mega Zarak) - Falomiot / Miraż (jap. Shockwave/Shockfleet) - Constructicon Maximus (jap. Buildtron) - Bruticus Maximus (jap. Bruticus) | - Highwire - Grindor - Sureshock - Wreckage - Scattor - Skyboom - Unicron - Primus - Alpha-Q - Kicker Jones - Mika - Sally Jones - Rad - Carlos - Alexis - Dr. Jones - Miranda Jones |

## Opisy bohaterów

### Autoboty
- Optimus Prime – dowódca Autobotów. Potrafi łączyć się z Autobotami w trybie Więzi Mocy. Transformacja – ciężarówka.
- Rodimus Prime – dowódca Landmine'a i Prowla. Przemienia się w ciężarówkę. W przeszłości był wielkim bohaterem.
- Jetfire – zastępca Optimusa. Początkowo jego stosunki z Kickerem nie były łatwe. Transformacja – cybertroński odrzutowiec.
- Hot Shot – Podwładny Optimusa. Zawsze lojalny i honorowy. Transformacja – samochód wyścigowy.
- Ironhide – Transformer i Autobot. Początkowo nie lubił Kickera, ale potem zaprzyjaźnił się z nim. Transformacja – wóz wojskowy.
- Landmine – silny i gotowy robot. Jest podwładnym Rodimusa. Transformacja – spychacz.
- Bulkhead – szef Cliffjumpera i Downshifta. Jest staruszkiem i często się śmieje. Transformacja – Helikopter.
- Cliffjumper – podwładny Bulkheada i jego przyjaciel. Transformacja – cybertrońska wyścigówka.
- Downshift – również podwładny Bulkheada. Jest szybki. Transformacja – samochód wyścigowy.
- Prowl – podwładny Rodimusa. Może się łączyć z Hot Shotem. Transformacja – wyścigówka policyjna stylu Formuły 1.
- Inferno/Roadblock – podwładny Optimusa. Przez Megatrona stał się decepticonem, ale na krótko i stając się Autobotem zginął w "słońcu Alpha Q". Później został zmieniony w Autobota Roadblock. Transformacja – wóz strażacki.
- Wing Saber – wcześniej znany jako Wing Dagger. Miał przyjaciela, który zginął z ręki Szokblasta i gdy chciał zniszczyć Decepticona, wieża się zawaliła i zniszczyła go. Dzięki Primusowi został zmieniony w Wing Sabera. Może łączyć się z Optimusem. Transformacja – odrzutowiec.
- Superion Maximus – strażnik Super Energonu. Miał brata, Anonymousa Maximusa, który został zniszczony przez Megatrona. Transformacja – pięć odrzutowców.
- Omega Wielki (ang. Omega Supreme) – strażnik Super Energonu. Może się łączyć z Optimusem, tworząc Optimusa Wielkiego (ang. Optimus Supreme). Transformacja – cybertroński niszczyciel i cybertroński żuraw.
- Anonymous Maximus – strażnik Super Energonu. Został zniszczony przez Megatrona, który wleciał do świątyni. Transformacja – pięć odrzutowców.

### Decepticony
- Megatron – dowódca Decepticonów, tak naprawdę był Galvatronem z Armady, ale dziesięć lat bycia martwym go zmieniło. Transformacja – cybertroński odrzutowiec.
- Starscream – zastępca Megatrona, został prawdopodobnie wskrzeszony przez Alpha Q. Jako jedyny Transformer potrafi stawać się niewidzialny. Po przetrwaniu w jeziorze Super Energonu zwiększył swoją moc. Prawdziwe przeciwieństwo swej przyszłej cybertrońskiej formy. Kiedy został wskrzeszony nie pamiętał, że jest Decpticonem. Jako jedyny wraz z Megatronem wszedł do jeziora superenergonowego. W ostatnim odcinku wraz z Galvatronem ginie przez swoją lojalność w słońcu Unicrona. Transformacja – cybertrońska wersja F-22 Raptor.
- Cyclonus – Narwany, niezrównoważony emocjonalnie, niczego nie biorący na poważnie. Jednak jest doskonale wyszkolony w walce powietrznej. Po zniknięciu Unicrona przez 10 lat pomagał Autobotom. Transformacja – helikopter.
- Destruktor – sługa Megatrona, nie znosi Hot Shota. W odcinku "Powrót Destruktora" zostaje zmieniony w lepszą formę, lecz zachowywał się wtedy jak zwariowany goryl. Transformacja – czołg, a potem śmieciarka.
- Snow Cat – Cyklonus w ulepszonym pancerzu. Posiada parę dział i narty na nogach. Wariuje i śmieje się, a jego cechą charakterystyczną jest jodłowanie w dość dziwny sposób. Transformacja – Arktyczny pojazd badawczy.
- Falomiot (ang. Tidal Wave) – bardzo lojalny Megatronowi i mało rozmowny. Transformacja – lotniskowiec.
- Miraż (ang. Mirage) – Falomiot w nowej formie. Ma takie same cechy jak Falomiot. Jest bardzo oddany Galvatronowi, przez co w ostatnim odcinku doprowadziło go do zguby lecąc do słońca. Posiada z tyłu w trybie łodzi linę, która służy Snow Catowi do "uprawiania sportu" (tak dokładnie wspomaga). Transformacja – łódź z działami.
- Szokblast (ang. Shockblast, Laserwave) – starszy brat Sixshota. Marzy o dowództwie nad Decepticonami, przez co zdradził Megatrona i przejął moc Unicrona. Nie mógł jej kontrolować i na Arktycznej Planecie zginął przez rękę Unicrona, a Iskra przepadła. Transformacja – czołg i satelita-myśliwiec.
- Sixshot – młodszy brat Shockblasta i zarazem mądrzejszy Decepticon. Gdy dowiedział się od Snow Cata, że Optimus zabił jego brata (co było nieprawdą) nieustannie wykorzystywał okazje, by zniszczyć Prime'a. Ostatecznie w odcinku 49 zamierza przejąć pałeczkę Decepticonów, ale nowy Galvatron nie miał już dla niego litości i rozdeptał go jak karalucha. Przetrwała jedynie prawa ręka Sixshota, która posiadała jego iskrę. Nie wiadomo, co się z nią stało, gdy Galvatron zginął. Transformacja – czołg i satelito-myśliwiec.
- Bruticus Maximus i Constructicon Maximus – para strażników Super Energonu. Zostali wciągnięci przez Megatrona w szeregi Decepticonów. Walczyli częściej z Superionem, aż w ostatecznej walce Superion przyparł do ściany Constructicona i wyłączył go, ale drony Superiona zginęły. Sam superion złączył się z Constructiconem Maximusem i uderzając w Bruticusa, zniszczył tych dwóch zdrajców. Transformacja:
  - Bruticus Maximus – Czołg, helikopter i trzy nieznane pojazdy.
  - Constructicon Maximus – pięć pojazdów budowlanych.
- Galvatron – dowódca Decepticonów w nowej formie. Uzyskał nową zbroję poprzez dotknięcie się Super Energonem. Później znów wlazł do jeziora, ale wtedy urósł do rozmiarów Cybertronu. Ostatecznie, chcąc się pozbyć Unicrona (który siedział w jego ciele) ruszył samobójczym lotem w Energonowe Słońce, przy tym ginąc. Transformacja – cybertroński odrzutowiec.

### Terrorcony
- Scorponok (pol. Skorpinok) – sługa Alpha Q. Został przez Megatrona wciągnięty do szeregów Decepticonów. Ostatecznie w ostatnim odcinku pomógł Ironhide'owi dotrzeć na Leśną Planetę, gdzie był Optimus. Jednak sam był wyczerpany, opadł na powierzchnię i umarł. Transformacja – Odrzutowiec i mechaniczny skorpion.
- Alpha Q – główny stwórca swych planet. W odcinku "Wielka Bitwa" został zniszczony, ale jego umysł przetrwał i został umieszczony na Pustynnej Planecie. Transformacja – nie posiada.
- Terrorcony – Armia Skorpinoka i Alpha Q. Składa się z jaguarów, orłów, insektów i dinozaurów.

### Omnicony
- Omnicony – to roboty, które posiadają Gwiazdy Energonowe. Są odporni tak jak ludzie na Gaz Energonowy. Każdy posiada własny umysł, mimo iż są do siebie podobni.
  - Arcee – Omnicon i dowódczyni grupy Omniconów. Zaprzyjaźniła się z Kickerem. Transformacja – cybertroński motocykl.
  - Skyblast – grupa Omniconów. Mają za zadanie odnajdywać Energon. Transformacje – cybertrońskie odrzutowce.
  - Strongarm – grupa Omniconów. Ich zadaniem jest wykopywać Energon, który stanowi dla Transformerów "główne źródło". Transformacja – jeepy.
  - Signal Flare – Omnicon. Ma takie samo zadanie, jak Skyblasty, ale w odcinku "Planeta Dżungla" okazało się, że może pobierać Energon ze słońca Alpha Q (inne Omnicony znajdują Energon w kopalniach). Transformacja – cybertroński czołg.

## Więź Mocy
Więź Mocy to unikalna dla Autobotów technologia pozwalająca odpowiednio przystosowanym robotom łączyć się ze sobą, by tworzyć skuteczniejsze bojowo twory. Pierwszym robotem, który posiadał tę opcję był Optimus Prime, który dostał od Primusa Iskrę Kombinacji, specjalny komponent energetyczny, który modyfikuje schemat transformacji robota by pozwalać mu na połączenie. Iskra Kombinacji Prime'a pozwala mu tworzyć kopie komponentu do instalacji w innych Autobotach. Istnieją trzy główne typy Więzi Mocy:
- typ standardowy- najpowszechniejszy rodzaj połączenia, w którym łączą się dwa roboty. Jeden z nich formuje nogi i dół korpusu, zaś drugi formuje górny korpus, ramiona i głowę nowej formy. Robot, który formuje głowę kontroluje całego robota, a jego partner przechodzi w stan uśpienia dopóki "pilot" nie zdecyduje się na rozłączenie. Połączenie tego typu wykorzystują Autoboty takie jak Hot Shot, Jetfire czy Rodimus. Warto zaznaczyć, że nie wszystkie roboty posiadające ten typ połączenia są ze sobą kompatybilne, prawdopodobnie ze względu na za duże różnice w masie czy poziomie mocy (związane z brakiem kompatybilności zabawek z różnych klas rozmiarowych z linii Transformers Energon)
- typ Ultra
- typ Giga

Powerlinxy
- Bruticus Maximus i swoje części
- Bulkhead i Bulkhead – tryb bestii
- Cliffjumper i Downshift
- Constructicon Maximus i swoje części
- Downshift i Hot Shot
- Hot Shot i Inferno
- Hot Shot i Roadblock
- Hot Shot i Rodimus
- Inferno i Prowl
- Hot Shot i Downshift
- Inferno i Hot Shot
- Inferno i Downshift
- Ironhide i Jetfire
- Jetfire i Ironhide
- Jetfire i Cliffjumper
- Landmine i swoja naczepa
- Optimus Prime i swoje części (Grand Force)
- Optimus Prime i Wing Saber (Cannon Prime)
- Optimus Prime i Wing Saber (Wing Prime)
- Optimus Prime i Omega Supreme (Optimus Supreme)
- Prowl i Rodimus
- Prowl i Hot Shot
- Roadblock i Hot Shot
- Rodimus i Prowl
- Rodimus i Hot Shot
- Superion Maximus i jego część

## Odcinki
- Seria składa się z 51 odcinków i jednego specjalnego (44. Wirtualne igrzyska – Distribution), stworzonego z okazji 500 odcinka serialu w całej historii Transformers.
- W amerykańskiej wersji został pominięty odcinek 33. Scorponok’s Scars.
- W Polsce serial pojawił się po raz pierwszy:
  - I seria (odcinki 1-26) – 1 listopada 2004 roku,
  - II seria (odcinki 27-40) – 7 marca 2005 roku,
  - III seria (odcinki 41-52) – 2 maja 2005 roku.
- Emisję serialu zakończono 2 września 2005 roku.

### Spis odcinków
| Premiera odcinka | Nr | Polski tytuł                    | Angielski tytuł                     |
| ---------------- | -- | ------------------------------- | ----------------------------------- |
|                  |    |                                 |                                     |
| Seria pierwsza   |    |                                 |                                     |
|                  |    |                                 |                                     |
| 01.11.2004       | 01 | Miasto Cybertron                | Cybertron City                      |
|                  |    |                                 |                                     |
| 02.11.2004       | 02 | Gwiazdy Energonowe              | Energon Stars                       |
|                  |    |                                 |                                     |
| 03.11.2004       | 03 | Skorpinok                       | Scorpinok                           |
|                  |    |                                 |                                     |
| 04.11.2004       | 04 | Miecz Megatrona                 | Megatron’s Sword                    |
|                  |    |                                 |                                     |
| 05.11.2004       | 05 | Nowe Miasto Cybertron           | The New Cybertron City              |
|                  |    |                                 |                                     |
| 08.11.2004       | 06 | Megatron wskrzeszony            | Megatron Resurrected                |
|                  |    |                                 |                                     |
| 09.11.2004       | 07 | Najazd Megatrona                | Megatron Raid                       |
|                  |    |                                 |                                     |
| 10.11.2004       | 08 | Starscream, tajemniczy najemnik | Starscream The Mysterious Mercenary |
|                  |    |                                 |                                     |
| 11.11.2004       | 09 | Bitwa w pasie asteroidów        | Battle Of The Asteroid Belt         |
|                  |    |                                 |                                     |
| 12.11.2004       | 10 | Wieża Energonowa                | Energon Tower                       |
|                  |    |                                 |                                     |
| 15.11.2004       | 11 | Legenda o Rodimusie             | The Legend Of Rodimus               |
|                  |    |                                 |                                     |
| 16.11.2004       | 12 | Kryzys w Amazońskim Mieście     | Crisis In Jungle City               |
|                  |    |                                 |                                     |
| 17.11.2004       | 13 | Kicker strzeż się!              | Kicker Beware!                      |
|                  |    |                                 |                                     |
| 18.11.2004       | 14 | Siatka Energonowa               | Energon Grid                        |
|                  |    |                                 |                                     |
| 19.11.2004       | 15 | Rodimus – przyjaciel, czy wróg? | Rodimus: Friend Or Foe?             |
|                  |    |                                 |                                     |
| 22.11.2004       | 16 | Poszukiwanie Unicrona           | Go For Unicron                      |
|                  |    |                                 |                                     |
| 23.11.2004       | 17 | Powrót Destruktora              | The Return Of Demolisher            |
|                  |    |                                 |                                     |
| 24.11.2004       | 18 | Historia dwóch bohaterów        | A Tale Of Two Heroes                |
|                  |    |                                 |                                     |
| 25.11.2004       | 19 | Stanowiska bojowe               | Battle Stations                     |
|                  |    |                                 |                                     |
| 26.11.2004       | 20 | Tożsamość Alfa-Q                | Alpha-Q: Identity                   |
|                  |    |                                 |                                     |
| 29.11.2004       | 21 | Szał Szokblasta                 | Laser Wave: Rampage                 |
|                  |    |                                 |                                     |
| 30.11.2004       | 22 | Instynkt przetrwania            | Survival Instincts                  |
|                  |    |                                 |                                     |
| 01.12.2004       | 23 | Wszyscy walczą                  | Each One Fights…                    |
|                  |    |                                 |                                     |
| 02.12.2004       | 24 | Unicron uwolniony               | Unicron Unleashed                   |
|                  |    |                                 |                                     |
| 03.12.2004       | 25 | Otworzyć ogień!                 | Open Fire!                          |
|                  |    |                                 |                                     |
| 06.12.2004       | 26 | Rozerwana przestrzeń            | Ripped Up Space                     |
|                  |    |                                 |                                     |
| Seria druga      |    |                                 |                                     |
|                  |    |                                 |                                     |
| 07.03.2005       | 27 | Drużyna Optimusa                | Team Optimus Prime                  |
|                  |    |                                 |                                     |
| 08.03.2005       | 28 | Ochrona                         | Protection                          |
|                  |    |                                 |                                     |
| 09.03.2005       | 29 | Inferno uwięziony               | Imprisoned Inferno                  |
|                  |    |                                 |                                     |
| 10.03.2005       | 30 | Planeta Dżungla                 | Jungle Planet                       |
|                  |    |                                 |                                     |
| 11.03.2005       | 31 | Bulkhead                        | Bulkhead                            |
|                  |    |                                 |                                     |
| 14.03.2005       | 32 | Żegnaj Inferno                  | Farewell Inferno                    |
|                  |    |                                 |                                     |
| odc. pominięty   | 33 | Blizna Skorpionoka              | Scorponok’s Scars                   |
|                  |    |                                 |                                     |
| 15.03.2005       | 34 | Wyścig                          | Crash Course                        |
|                  |    |                                 |                                     |
| 16.03.2005       | 35 | Omega Wielki                    | Omega Supreme                       |
|                  |    |                                 |                                     |
| 17.03.2005       | 36 | Wielka bitwa                    | A Heroic Battle                     |
|                  |    |                                 |                                     |
| 18.03.2005       | 37 | Potęga                          | The Power                           |
|                  |    |                                 |                                     |
| 21.03.2005       | 38 | Optimus Wielki                  | Optimus Supreme                     |
|                  |    |                                 |                                     |
| 22.03.2005       | 39 | Unicron ginie                   | Unicron Perishes                    |
|                  |    |                                 |                                     |
| 23.03.2005       | 40 | Ambicja                         | Ambition                            |
|                  |    |                                 |                                     |
| Seria trzecia    |    |                                 |                                     |
|                  |    |                                 |                                     |
| 02.05.2005       | 41 | Życzenia                        | Wishes                              |
|                  |    |                                 |                                     |
| 03.05.2005       | 42 | Galvatron!                      | Galvatron!                          |
|                  |    |                                 |                                     |
| 04.05.2005       | 43 | Przełom                         | Break Through                       |
|                  |    |                                 |                                     |
| 05.05.2005       | 44 | Wirtualne igrzyska              | Distribution                        |
|                  |    |                                 |                                     |
| 06.05.2005       | 45 | Pociąg Omega                    | The Omega Train                     |
|                  |    |                                 |                                     |
| 09.05.2005       | 46 | Armia Deceptikonów              | Deception Army                      |
|                  |    |                                 |                                     |
| 10.05.2005       | 47 | Drużyna Ironhide’a              | Ironhide Team                       |
|                  |    |                                 |                                     |
| 11.05.2005       | 48 | Groza                           | Formidable                          |
|                  |    |                                 |                                     |
| 12.05.2005       | 49 | Terror Galvatrona               | Galvatron Terror                    |
|                  |    |                                 |                                     |
| 13.05.2005       | 50 | Niszcząca moc                   | Destructive Power                   |
|                  |    |                                 |                                     |
| 16.05.2005       | 51 | Iskra                           | Spark                               |
|                  |    |                                 |                                     |
| 17.05.2005       | 52 | Słońce                          | The Sun                             |
|                  |    |                                 |                                     |